# Wiktoria Johansson
Wiktoria Vendela Johansson, znana tudi kot Wiktoria, švedska pevka in besedilopiska, * 8. november 1996.

## Kariera
Wiktoria se je rodila 8. novembra 1996 v Brämhultu, predmestju Boråsa. Leta 2011 je sodelovala na Lilla Melodifestivalen in se  s pesmijo »Jag behöver dig« uvrstila na četrto mesto.  Dne 30. novembra 2015 je bilo objavljeno, da je Johansson ena izmed 28 udeležencev Melodifestivalena 2016 s pesmijo »Save Me«. 
Wiktoria je nastopila v drugem polfinalu, ki je potekal dne 13. februarja 2016.  V finalu je Johansson zasedela četrto mesto pri mnenju žirije in drugo mesto po mnenju švedske javnosti ter se uvrstila na skupno četrto mesto.  Wiktoria je tudi posodil glas punčki Moani v švedski sinhronizaciji filma Moana iz leta 2016. Naslednji leto se je ponovno prijavila na Melodifestivalen 2017 in sicer s pesmijo »As I Lay Me Down«, uvrstila se je v finale kjer je zasedla skupno šesto mesto.  Leta 2017 je bila tudi švedska tiskovna predstavnica na tekmovanju za Pesem Evrovizije 2017.  Ponovno se je na Melodifestivalen prijavila leta 2019 s pesmijo »Not with Me«, v finalu je zasedla šesto mesto. 
Dne 30. aprila 2021 je Wiktoria izdala pesem »Need You to Know« in napovedala izdajo njenega debitantskega albuma, ki je izšel junija 2021. 

## Diskografija

### Album
- »Exposed« (2021)

### Pesmi
- »Jag behöver dig« (2011)
- »Save Me« (2016)
- »Yesterday R.I.P« (2016)
- »Unthink You« (2016)
- »As I Lay Me Down« (2017)
- »I Won't Stand in Your Way« (2017)
- »Not Just for Xmas« (2017)
- »Perfect Memory« (2018)
- »I Told Santa« (2018)
- »Not with Me« (2019)
- »OMG« (2019)
- »We don't Talk« (2020)
- »Fuck This Place Up« (skupaj s Hayes in Famous Dex 2020)
- »Come to Me (64567)« (2020)
- »Me« (2020)
- »H2BU (Hard to Be You)« (2020)
- »One Wish for Christmas« (2020)
- »Need You to Know« (2021)